# ODB (wrestler)
Jessica Nora Kresa, meglio conosciuta con il ring name ODB (acronimo di One Dirty Bitch) (Nashville, 6 giugno 1978), è una wrestler statunitense sotto contratto con Impact Wrestling.

## Biografia
Kresa è nota per aver lottato nella Ohio Valley Wrestling, federazione satellite della World Wrestling Entertainment, dove ha conquistato il titolo di OVW Women's Champion. Ha combattuto per la Total Nonstop Action Wrestling, dove ha detenuto il record di durata di regno come TNA Knockouts Tag Team Champion con Eric Young. Inoltre ha detenuto il TNA Women's Knockouts Championship per quattro volte.

## Carriera
Kresa praticava l'hockey su ghiaccio e fu il capitano della prima squadra femminile di football americano della sua scuola; giocò per due anni alla St. Cloud State University. Nel 2012 Kresa fu sorpresa mentre baciava AJ Styles, il che forma una possibile relazione fra i due wrestlers della Impact Wrestling

### Total Nonstop Action Wrestling

#### Women's Knockout Champion (2007-2010)
Kresa ha firmato un contratto con la Total Nonstop Action Wrestling. ODB ha fatto il suo debutto nel ring al pay-per-view Bound for Glory, partecipando al Gauntlet for a Gold match per decretare l'inaugurale TNA Women's Knockout Champion, vinto da Gail Kim.

#### Alleanza con Eric Young e abbandono (2012-2014)
Nel 2012 si allea con Eric Young con il quale conquista i TNA Knockouts Tag Team Championship.
Al PPV One Night Only TNA Knockout Knockdown sconfigge Trinity. Nella stessa serata partecipa ad una Battle Royal, venendo eliminata. Al PPV One Night Only TNA Hardcore Justice 2 sconfigge Jackie Moore, in un Knockouts Hardcore match.
Il 21 agosto 2014 il suo profilo TNA viene spostato nella sezione Alumni, sancendo così la fine dei rapporti tra la TNA e ODB.

## Personaggio

### Mosse finali
- Bam (Fireman's carry cutter)
- Dirty Dozen (Thesz press)
- Trailer Park Shooter (Elevated cloverleaf)
- Running powerslam
- Wrist-lock sitout side slam

## Titoli e riconoscimenti
Midwest Pro Wrestling
- MPW Cruiserweight Championship (1)

Steel Domain Wrestling
- SDW Women's Championship (1)

Texas Wrestling Federation
- Texas Women's Championship (1) - dal 2004 - 2007

United States Wrestling Organization
- USWO Television Championship (1)

Ohio Valley Wrestling
- OVW Women's Championship (2)
- Miss OVW 2007

Total Nonstop Action Wrestling
- TNA Women's World Championship (4)
- TNA Knockouts Tag Team Championship (1 - con Eric Young) regno più lungo e regno da imbattuta